# Camille Rast
Camille Rast, född 9 juli 1999, är en schweizisk alpin skidåkare.

## Karriär
Vid VM 2025 i Saalbach-Hinterglemm tog Rast guld i slalom.